# Селеница
Селеница (на албански: Selenica или Selenicë) е град в Южна Албания, окръг Вльора на област Вльора. Населението му е 2235 жители (2011 г.). Известен е с битумното си производство.

## Личности
- Давид Селеница, зограф от XVIII век